# Edward Octavian Cuthbert
Pour les articles homonymes, voir Cuthbert.
Edward Octavien Cuthbert (3 décembre 1826-28 juillet 1890) est un homme politique municipal et fédéral du Québec.

## Biographie
Né à Berthier dans le Bas-Canada, Edward Octavian Cuthbert fit ses études au Collège de Chambly. En 1849, il hérita de son père, James Cuthbert (fils), la seigneurie de Berthier, dont il fut le dernier seigneur jusqu'à la fin du régime seigneurial en 1854. En 1853, il épousa Mary Bostwick. Il fut maire de Berthier de 1868 à 1873 et de 1877 à 1878. Entretemps, il fut élu député du Parti conservateur dans la circonscription de Berthier lors d'une élection partielle en 1875 et où il avait précédemment été défait en 1872. Réélu en 1878 et en 1882, il ne se représenta pas en 1887.